# Études et Chantiers
Études et Chantiers est une association loi de 1901 (sans but lucratif) française créée en 1962 qui développe, par l'intermédiaire de ses associations régionales (AREC), des projets de volontariat, en France et à l'étranger, ainsi que des projets de lutte contre les exclusions.

## Historique
Si les premiers chantiers internationaux ont été lancés à l'issue de la Première Guerre mondiale dans le but de reconstruire ce qui a été détruit, notamment à Esnes-en-Argonne près de Verdun, études et chantiers a été créé en 1962 par des organisations de jeunesse soucieuses de proposer à leurs jeunes l'aménagement de leurs centres de vacances. Très vite des collectivités locales se sont intéressées à cette jeunesse énergique. L'association s'est donc progressivement dotée d'une pédagogie active : le chantier a développé ses activités sur l'ensemble du territoire français. Des échanges internationaux se sont progressivement construits et l'association a mobilisé des animateurs de chantiers. Elle s'est progressivement professionnalisée.
Avec l'apparition du chômage de masse chez les jeunes, Études et Chantiers a participé dès 1978 aux premiers « chantiers formation ». À la suite du rapport de Bertrand Swartz en 1981 sur le chômage des jeunes, cette activité de chantier école s'est développée et s'est déclinée (ateliers et chantiers d'insertion, etc.).
En 1986, Études et Chantiers s'est régionalisée avec la création d'associations régionales Études et Chantiers qui se sont regroupées en 1987 dans une Union nationale des associations régionales Études et Chantiers (UNAREC). Cette Union a poursuivi les missions nationales et internationales du mouvement, laissant aux associations régionales la mise en œuvre du projet d'Études et Chantiers dans les territoires. Elle devient l'Association Nationale Études et Chantiers  (ANEC).
Actuellement, ces associations développent principalement deux types de chantiers : les chantiers internationaux de bénévoles et les chantiers d'insertion par l'activité économique (IAE). En règle générale, elles œuvrent à toute action qui permettent à  chacune et chacun d'agir solidairement pour le développement des territoires,.
Études et Chantiers développe des partenariats européens et internationaux avec 123 associations dans 73 pays. Elle est membre de plusieurs réseaux associatifs français, européens et internationaux. Initiée dans les mouvements d'éducation populaire, qui restent sa racine, les associations Études et Chantiers inscrivent leur action dans l'économie sociale et solidaire.

## Politique

### Travail volontaire des jeunes

#### Les chantiers internationaux
Études et Chantiers propose chaque année de nombreux chantiers internationaux. Classés par tranche d'âge, (préados 11-14 ans, ados 14-17 ans et adultes), ils sont organisés en faveur du développement local et de l'intérêt général.
Les thèmes peuvent être :
- chantier environnemental
- restauration de patrimoine
- chantier social
- chantier culturel
- organisation d'un festival
- chantier archéologique
- travail avec des enfants
- etc.

#### Service volontaire européen
Études et Chantiers propose aux jeunes de 18 à 25 ans de partir à l'étranger dans le cadre du Service volontaire européen (SVE) pour une durée de 6 mois à 1 an afin d'apporter leur aide à une association locale, dans l'objectif de la construction européenne.

### Économie solidaire et lutte contre les exclusions
Les objectifs : Études et chantiers développe un projet d’éducation populaire de volontariat  en France ou à l’étranger et un projet de lutte contre les exclusions en préconisant l’insertion par l’activité économique.
Ses ambitions sont :
- sociales : traiter les problèmes de la personne
- citoyennes : créer du lien social
- professionnelles : retrouver une employabilité
- emploi : accompagner le retour à l'emploi
- développement : recréer des conditions favorables à l'emploi sur un territoire

Les supports sont des chantiers liés à l'environnement et à la protection du patrimoine bâti et des espaces naturels.

### Coopération internationale
Études et Chantiers collabore avec plus de 120 associations partenaires au niveau international.

## Organisation

### ANEC
L'Association Nationale Etudes et Chantiers (ANEC) regroupe les AREC. Elle siège à Paris.

### Associations régionales
Études et Chantiers possède 5 associations régionales :
- Études et Chantiers Corsica (siège  à Bastia)
- CACIAURA, projet Etudes et Chantiers (Auvergne, Rhône-Alpes et Massif Central siège à Clermont-Ferrand) [7],[8]
- Études et Chantiers Engagement Civique (siège à Nancy) [9]
- Études et Chantiers Île de France (siège à Paris) 
  - SoliCycle : Atelier Vélo Solidaire à  Clichy la Garenne[10], Les Ulis, et Bicyclo[11], la Maison du vélo associative et Solidaire de Plaine Commune
- Études et Chantiers Îles de Guadeloupe (siège à Pointe-à-Pitre)
- Études et Chantiers Midi Pyrénées (siège à Toulouse)[12]